# Klaus Bücking
Klaus Bücking (* 25. Juni 1908 in Bremen; † 4. Dezember 1980 in Bremen) war ein deutscher Bildhauer, Kommunist und antifaschistischer Widerstandskämpfer.

## Biografie
Bücking war der zweite Sohn von Kurt Bücking. Er besuchte 1927 die Grundlehre am Bauhaus in Dessau. Während seines Jurastudiums wurde er 1929 Mitglied der Roten Studenten und der Roten Hilfe. Im April 1933 wurde er in „Schutzhaft“ genommen und im Bremer KZ Mißler inhaftiert. Nach dem Heimtückegesetz wurde er zu einer Gefängnisstrafe verurteilt, die er bis zum November 1934 in Vechta verbüßte. Im September 1936 wurde er erneut verhaftet und unter dem Vorwand, er habe Hochverrat verübt, zu einer achtjährigen Zuchthausstrafe verurteilt, aus der er am 3. Oktober 1944 entlassen wurde.
In erster Ehe war Bücking mit Maria Krüger verheiratet, die sich während seiner Haftzeit Ende der 1930er Jahre von ihm trennte. Am 27. Januar 1945 heiratete er Eva Spitta, eine Tochter von Theodor Spitta. Sein älterer Bruder Peer Bücking, ebenfalls ein ehemaliger Bauhaus-Schüler, wurde 1938 in der Sowjetunion Opfer der Stalinschen Säuberungen.
Bückings Neffe ist der Politiker Robert Bücking.

## Werke (Auswahl)
- 1951: Taufstock für die Kirche Alt Hastedter Kirche[4]
- 1954: Altarkreuz für die Kirche in Dunum[5]
- 1961ff: Weihnachtskrippe der Epiphanias-Kirche in Bremen-Gartenstadt Vahr[6]